# Lêmure-grisalho-do-bambu
O lêmure-grisalho-do-bambu (Hapalemur griseus) é um pequeno lêmure endémico de Madagáscar. Os lêmures do gênero Hapalemur tem mais destreza manual e coordenação que a maioria dos lêmures. Eles são escaladores e saltam verticalmente de haste a haste nas florestas de bambu.
Na lista de 2018 de Estado de Conservação da IUCN o Lêmure grisalho do bambu está classificado como vulnerável (acesse aqui).

## Características
O Lêmure grisalho do bambu é cinza, às vezes com coloração vermelha na cabeça. Seu corpo tem entre 27 e 37 cm, e sua cauda atinge 40 cm. O seu peso varia entre 700 gramas e 1,0 kg, com as fêmeas mais leves que os machos.

## Distribuição
Esses lêmures, como todos que existem em Madagascar, tem sua localização que se estende ao longo da costa leste da ilha, aproximadamente entre o Lago Alaotra e do rio Mananara. Por causa das incertezas quanto à separação de novas espécies e áreas de cruzamento com outros lêmures de bambu, as dimensões exatas da escala são controversos. O habitat destes animais são revestidas por florestas de bambu.

## Aspectos da vida

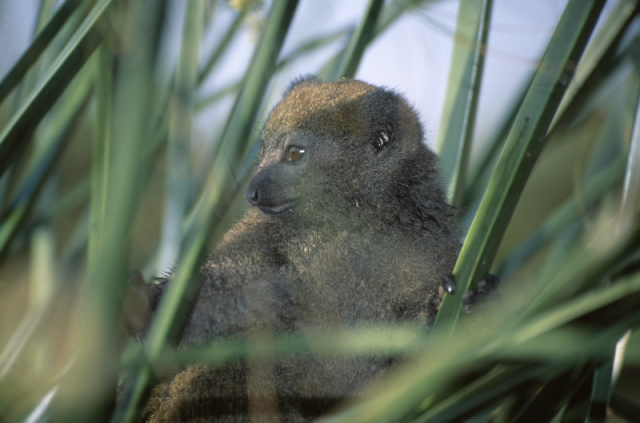
Jovem lêmure no meio dos bambus

Estes primatas são predominantemente diurnos, mas às vezes as suas chamadas são ouvidas na noite. Eles são moradores de árvores, nos troncos e ramos. Seu movimento em escalada é vertical e saltatório.
Eles vivem em grupos de dois a sete (às vezes até onze) animais. Grupos menores são compostas de um macho e uma fêmea, os grupos maiores podem conter várias fêmeas reprodutivas. Há territórios demarcados pelos Lêmures grisalhos do bambu, que tem extensão de cerca de 15 a 20 hectares, e são marcados com secreções glandulares, e por sua reputação.
Os inimigos naturais incluem grandes aves de rapina e cobras como a Jibóia de Madagascar.
A dieta do Lêmure grisalho é de cerca de 80% de bambu, e eles preferem folhas jovens e brotos. Eles também comem outras folhas, frutas, e às vezes alguns tipos de fungos.

## Reprodução
Depois de um 140 dias de gestação, a fêmea dá à luz um único jovem. Primeiro, a mãe leva o jovem em sua boca, depois ela o coloca em suas costas, ou pode acabar deixando-o ficar em um lugar protegido durante sua busca por comida. Com seis semanas a mãe leva os jovens para o aprendizado a pular de bambu a bambu pela primeira vez, e com quatro meses, eles são desmamados. Em cuidados humanos, esse Lêmure já viveu até 17 anos.[carece de fontes?]

## Perigos
Entre os principais perigos do lêmure grisalho é a caça, destruição de seu habitat, desmatamento como o corte e queima das moitas de bambu. A IUCN estima que a população total tem diminuído ao longo dos últimos 27 anos (três gerações) por mais de 30%, e as listas das espécies poderão entrar como "vulnerável" a extinção se o ritmo de matança dos lêmures continuar desse modo.